# Gary N. Knoppers
Gerald (Gary) Neil Knoppers (geboren 14. November 1956; gestorben 22. Dezember 2018) war ein kanadischer Alttestamentler.

## Leben
Gary N. Knoppers, ein Sohn von Barthie Maria Boon Knoppers und Pfarrer Nicolaas Bastiaan Knoppers, wurde nach eigenen Angaben von der niederländisch-reformierten Tradition mit ihrer besonderen Hochschätzung des Alten Testaments geprägt.
Knoppers promovierte zum Dr. Theol. am Gordon-Conwell Theological Seminary und erwarb außerdem einen Doktorgrad in Altorientalistik an der Harvard University. Er hatte Lehraufträge in Harvard und am Andover-Newton Theological Seminary. Nach 25 Jahren als Professor an der Pennsylvania State University wechselte er 2014 an die University of Notre Dame, wo er bis zu seinem Tode  John A. O’Brien Professor of Theology war.

## Werk
Knoppers beschäftigte sich als Wissenschaftler mit der Geschichte Israels und seiner Nachbarn. Ein Schwerpunkt war das Verhältnis zwischen antiken Judäern und Samaritanern. Er veröffentlichte Arbeiten zur Textkritik der Hebräischen Bibel sowie zu biblischen und altorientalischen Rechtstexten. In der Reihe The Anchor Bible Commentary bearbeitete er das 1. Buch der Chronik.

## Veröffentlichungen (Auswahl)
- Two Nations under God: The Deuteronomistic History of Solomon and the Dual Monarchies. 2 Bände,  Scholars Press, Atlanta 1992/93.
- Jews and Samaritans: The Origins and History of their Early Relations. Oxford University Press, New York 2013.
- Judah and Samaria in Postmonarchic Times: Essays on their Histories and Literatures. Mohr Siebeck, Tübingen 2019.
- Prophets, Priests, and Promises: Essays on the Deuteronomistic History, Chronicles, and Ezra-Nehemiah (= Vetus Testamentum, Supplements. Band 186). Brill, Leiden 2021.